# Acanthornis magnus
Acanthornis magnus é uma espécie de ave da família Pardalotidae. É a única espécie do género Acanthornis e é endêmica da Austrália.
O seu habitat natural é a floresta temperada da Tasmania.